# 徳永昌勝
徳永 昌勝（とくなが まさかつ、慶長10年（1605年） - 承応3年9月28日（1654年11月7日））は、江戸時代前期の旗本。美濃国高須藩の嫡子だった。高須藩2代藩主・徳永昌重の長男。母は下間頼龍の娘。正室は溝口宣勝の娘。子に徳永昌崇、徳永昌貞がいる。通称は萬吉。官位は従五位下、下総守。

## 経歴
慶長10年（1605年）に生まれる。高須藩嫡子となり、寛永2年（1625年）に叙任したが、父の寿重が大坂城石垣普請助役工事の遅延を理由に寛永5年（1628年）2月28日に除封されたため、連座して同年3月15日に正室の実家である新発田藩溝口家に預けられた。慶安元年（1648年）に赦され2000俵を与えられ、寄合に列する。承応3年（1654年）、50歳で死去。法名は自源、墓所は東京都港区の青松寺。
その後、子孫は2200石の旗本として存続している。